# Nycole Raysla
Nycole Raysla, née le 26 mars 2000 à Brasilia, est une footballeuse internationale brésilienne. Elle évolue actuellement au poste d'attaquante au Benfica Lisbonne.

## Biographie
Nycole Raysla fait ses débuts professionnels en 2016 à Ceilândia, avant de jouer successivement pour Cresspom, Sport Recife et Minas Brasília. En 2019, elle est recrutée par le Benfica Lisbonne. Elle inscrit un doublé en finale de la coupe de la ligue portugaise 2023.
Nycole Raysla manque la Finalissima 2023 sur blessure. Alors qu'elle est sélectionnée pour la coupe du monde 2023, elle se blesse à l'entraînement et est contrainte de déclarer forfait pour le tournoi.

## Palmarès
Benfica Lisbonne
- Championnat du Portugal (3) :
  - Championne en 2021, 2022 et 2023
- Coupe de la ligue portugaise (3) :
  - Vainqueure en 2020, 2021 et 2023
- Supercoupe du Portugal (3) :
  - Vainqueure en 2019, 2022 et 2023